# Haaren (Bad Wünnenberg)
Haaren is een dorp in het noorden van in de Duitse gemeente Bad Wünnenberg, deelstaat Noordrijn-Westfalen, en telde, volgens de gemeentestatistiek per 12 april 2021, 2.538 inwoners.

## Infrastructuur
Door het noorden van de gemeente loopt de Autobahn A 44 Ruhrgebied - Kassel. Deze kruist op Kreuz Wünnenberg-Haaren de Autobahn A 33 naar Paderborn, dat ruim 20 km ten noorden van het dorp ligt. De Bundesstraße 480 Paderborn- Brilon is vooralsnog het verlengde van de A33 en loopt via Haaren naar Bad Wünneberg-stad.
Haaren heeft een belangrijke bushalte (overstappunt in de buslijnen naar Bad Wünneberg-stad en Bleiwäsche zuidwaarts en Paderborn noordwaarts).

## Economie
Het bij de Autobahn A44 gelegen Haaren is voorzien van een aan de westrand van het dorp gelegen, 2 kilometer lange en enkele honderden meters brede strook bedrijventerrein. Het is het economische zwaartepunt van de gemeente Bad Wünnenberg. Er is een groot aantal kleine en middelgrote bedrijven gevestigd, waaronder enkele kleine IT-ondernemingen, meubel- en plasticfabrieken en metaalbewerkingsbedrijven. De meeste van deze ondernemingen zijn alleen van regionaal of plaatselijk belang.

## Geschiedenis
Rondom het dorp zijn bij archeologische opgravingen vondsten gedaan, die wijzen op sporadische bewoning in de Jonge Steentijd en de Bronstijd.
Het dorp Haaren ontstond vermoedelijk rondom een missiekerkje in de 8e eeuw. In de middeleeuwen was de streek tijdelijk verlaten. In de 15e eeuw was er weer sprake van enige bevolking. Haaren maakte tot aan de Napoleontische tijd deel uit van het Prinsbisdom Paderborn, na 1815 van het Koninkrijk Pruisen. In 1847 werd Haaren door een grote dorpsbrand vrijwel geheel verwoest.

## Afbeeldingen

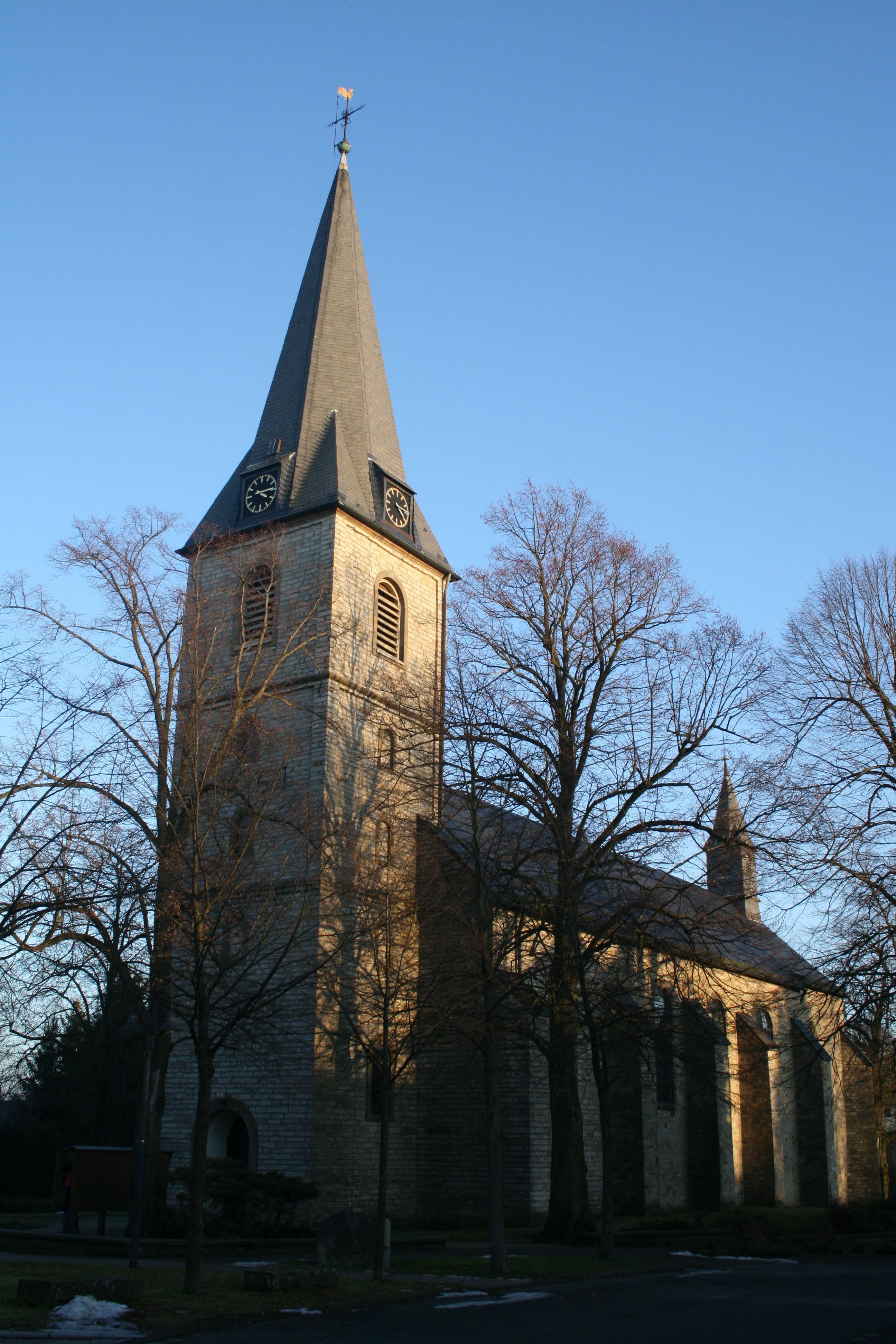
St. Vituskerk, Haaren (1750)
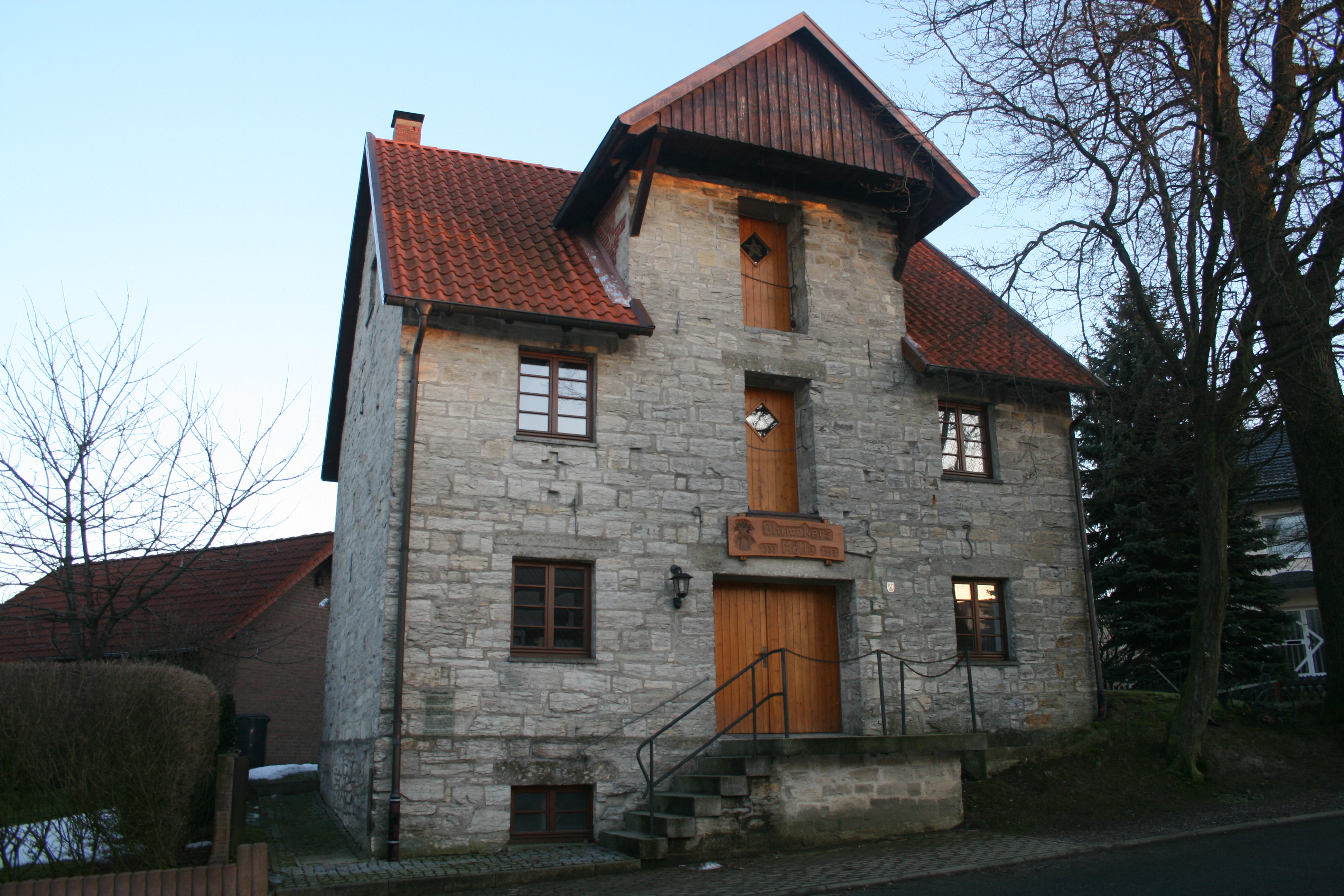
Ohrmackers-Mühle (1933; industrieel erfgoed)